# NeXt (album de ATB)
NeXt este al unsprezecelea album de studio creat de DJ-ul german André Tanneberger cunoscut ca „ATB”. A fost lansat pe 21 aprilie 2017 prin Kontor Records.
| neXt – Disc 1 |                                                                       |         |  |
| Nr.           | Titlu                                                                 | Lungime |  |
| 1.            | „Pages” (în colaborare cu Haliene)                                    | 3:43    |  |
| 2.            | „Never Without You” (în colaborare cu Sean Ryan)                      | 5:36    |  |
| 3.            | „If It Takes All Night” (în colaborare cu Cavale)                     | 3:28    |  |
| 4.            | „Stay with Me” (în colaborare cu Mike Schmid)                         | 3:19    |  |
| 5.            | „Message Out to You” (with F51 în colaborare cu Robbin & Jonnis)      | 3:36    |  |
| 6.            | „A Place Like You” (în colaborare cu Mister Blonde)                   | 3:24    |  |
| 7.            | „Connected” (ATB and Andrew Rayel)                                    | 4:12    |  |
| 8.            | „Remember When” (în colaborare cu Lenachka)                           | 3:31    |  |
| 9.            | „Breach” (ATB and Myon în colaborare cu Ethan Thompson)               | 3:44    |  |
| 10.           | „Close Enough to Touch” (ATB vs. Alyx Ander în colaborare cu Maria Z) | 3:42    |  |
| 11.           | „I'm Here” (în colaborare cu Jan Loechel)                             | 4:02    |  |
| 12.           | „Heart of Stone” (în colaborare cu Mike Schmid)                       | 3:45    |  |
| 13.           | „Flash X” (în colaborare cu Mike Schmid)                              | 3:21    |  |

| neXt – Disc 2 |                                                                      |         |  |
| Nr.           | Titlu                                                                | Lungime |  |
| 1.            | „Route 66” (ATB and Anova)                                           | 5:10    |  |
| 2.            | „Faith” (în colaborare cu Tilsen)                                    | 3:56    |  |
| 3.            | „Green Sand”                                                         | 5:06    |  |
| 4.            | „Moving Cloudbreak” (în colaborare cu Fade)                          | 5:40    |  |
| 5.            | „When It Ends It Starts Again” (ambient version) (ATB and Sean Ryan) | 5:37    |  |
| 6.            | „Back Home”                                                          | 3:19    |  |
| 7.            | „Restart”                                                            | 3:17    |  |
| 8.            | „Never Stop”                                                         | 3:49    |  |
| 9.            | „Time”                                                               | 4:28    |  |
| 10.           | „Pulsar”                                                             | 6:51    |  |
| 11.           | „Within a Dream”                                                     | 4:52    |  |
| 12.           | „Project X”                                                          | 4:10    |  |

## Clasamente
| Clasament (2017)                      | Poziție de vârf |
| ------------------------------------- | --------------- |
| Austrian Albums (Ö3 Austria)          | 42              |
| Belgian Albums (Ultratop Wallonia)    | 184             |
| 14                                    |                 |
| Polish Albums (ZPAV)                  | 14              |
| Swiss Albums (Schweizer Hitparade)    | 55              |
| US Top Heatseekers Albums (Billboard) | 23              |